# Finetsee
Finetsee är en sjö i Österrike.   Den ligger i förbundslandet Steiermark, i den centrala delen av landet, 210 km väster om huvudstaden Wien. Finetsee ligger 1 578 meter över havet.
I omgivningarna runt Finetsee växer i huvudsak blandskog. Runt Finetsee är det ganska glesbefolkat, med 25 invånare per kvadratkilometer.